# Hans Carl Knudtzon

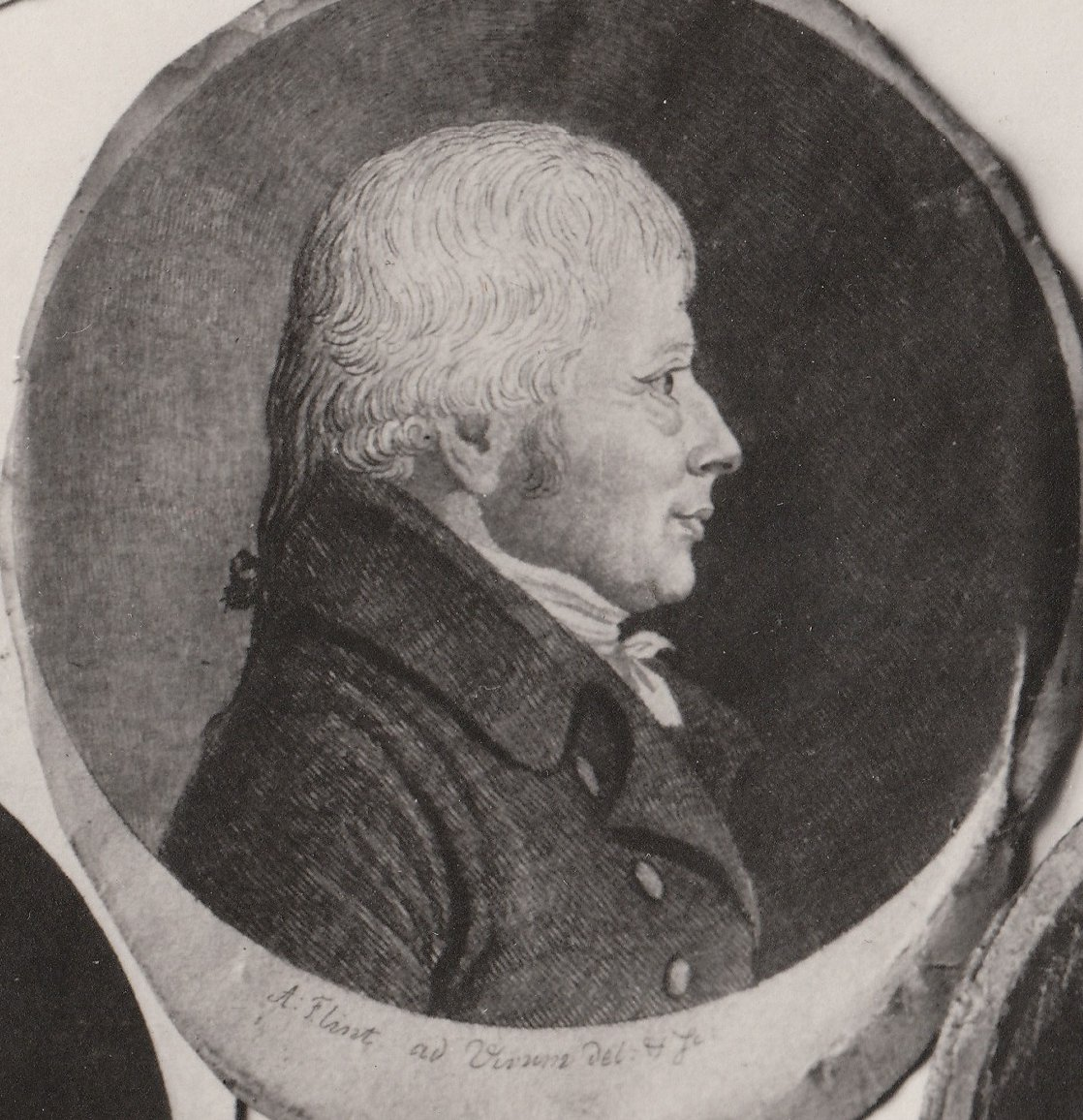
Hans Carl Knudtzon, miniatyrporträtt efter en målning av Jacob Munch.

Hans Carl Knudtzon, född den 29 januari 1751 i Bredsted (Slesvig), död den 16 december 1823 i Trondhjem, var en norsk affärsman. Han var bror till Nicolai Henrik Knudtzons farfar.
Knudtzon utövade omfattande verksamhet, då under krigsåren och den dyra tiden i århundradets början stora krav ställdes på hans offervillighet och administrativa skicklighet. Han representerade Trondhjem i det utomordentliga stortinget 1814 och var medlem av den hyllningsdeputation, som i december samma år avgick till Stockholm. I socialt hänseende representerade han en stadskultur, starkt påverkad av britternas andliga odling och liberalism.